# Dante (Netzwerkprotokoll)
Dante ist eine Kombination aus Hardware, Software und einem Netzwerkprotokoll, die es erlaubt, mehrere Kanäle unkomprimierter digitaler Audiosignale mit geringer Latenzzeit über ein Netzwerkkabel zu übertragen.

## Beschreibung
Dante wurde 2006 von der australischen Firma Audinate entwickelt. Wie die meisten Audio-über-Ethernet-Anwendungen ist Dante vor allem für kommerzielle Anwendungen im professionellen Bereich gedacht. Meistens wird es dann angewendet, wenn mehrere Audiokanäle über lange Distanzen und zu verschiedenen Orten übertragen werden müssen.
Im Gegensatz zur analogen Übertragung bietet die digitale Übertragung gleich mehrere Vorteile. Das Signal ist auch bei Übertragungen über größere Entfernungen vergleichsweise störunanfällig und die Anforderungen an die Qualität des Kabels sind geringer als bei analogen Audioübertragungen. Im Vergleich zu anderen Audio-über-Ethernet-Anwendungen wie CobraNet oder EtherSound bietet Dante integrierten Gigabit-Support, eine enorme Übertragungskapazität von über 500 hochauflösenden digitalen Audiokanälen je Richtung mit einem einzigen Netzwerkkabel, geringere Latenz und automatische Wordclock-Konfiguration.

## Hintergrund
Audioübertragungsformate über Netzwerkkabel unterscheiden sich hinsichtlich der zum Einsatz kommenden Übertragungsweise, welche in Schichten untergliedert ist (OSI-Schichtenmodell). Die einfachste Übertragungsschicht (Layer 1) definiert lediglich das verwendete Übertragungsmedium (beispielsweise Kupfer- oder Glasfaserkabel) hinsichtlich seiner Eigenschaften inkl. der Anschlussstecker (RJ-45). Eine auf Layer 1 basierende Übertragungsvariante ist beispielsweise AES50. Derartige Audiogeräte nutzen zur Übertragung der Audiosignale zwar Netzwerkkabel, die Audioübertragung selbst erfolgt zwischen den beiden direkt miteinander verbundenen Geräten im Punkt-zu-Punkt-Verfahren in einem der herkömmlichen digitalen Mehrkanalformate (ADAT, MADI etc.). Hauptvorteil gegenüber einer Übertragung mittels ADAT, USB oder Firewire ist die deutlich größere realisierbare maximale Kabellänge (max. ca. 90 m gegenüber max. 10 m).
Auf Layer 2 basierende Audio-Übertragungsprotokolle (z. B. EtherSound, AVB, CobraNet) setzen auf dem Ethernet-Übertragungsprotokoll auf. Auch sie nutzen Netzwerkkabel zur Übertragung. Das System bietet jedoch wie auch Layer 1 keine Adressierbarkeit der verwendeten Geräte, so dass kein gezieltes Routing zwischen mehreren Geräten möglich ist.
Im Unterschied dazu erfolgt die Übertragung bei Dante auf der Schicht 3. In dieser Übertragungsschicht geschieht die Übertragung nicht mehr in einem der herkömmlichen, rein PCM-basierten digitalen Audioformate, sondern IP-basiert in Datenpaketen. Die Adressierbarkeit der Datenpakete sprengt die traditionelle Punkt-zu-Punkt-Verbindung zwischen lediglich zwei direkt miteinander verbundenen Audiogeräten auf, und es wird möglich, beliebig viele Audiogeräte wie bei einem Computernetzwerk per Netzwerkverteiler (Switch) miteinander zu verbinden und Audiosignale an jeden gewünschten Empfänger im Netzwerk zu senden und ebenso von jedem Gerät im Netzwerk Audiodaten zu empfangen (echte Audiogeräte-Vernetzung). Der Abstand zwischen zwei Dante-Geräten oder einem Dante-Gerät und dem nächsten Netzwerkverteiler kann jeweils immer bis zu ca. 80 m betragen. Damit ist ein solches Format besonders interessant für Audio-Installationen in Stadien oder Universitäten mit vielen relativ weit auseinanderliegenden Räumen bzw. Gebäuden. Ähnliches gilt auch für Fernsehstudios mit zentralen Serverinstallationen. Da Dante auf herkömmlicher, sehr weit verbreiteter und kostengünstiger Netzwerkinfrastruktur basiert, können bereits für Datennetzwerke in Nutzung befindliche Netzwerk-Verkabelungen in vielen Fällen einfach für Dante-Audionetzwerke mitverwendet werden, wodurch erhebliche Kosten eingespart sowie bauliche Veränderungen wegen Neuverlegung von spezifischen Audiokabeln umgangen werden können.
Das direkte Versenden von Dante-Audiodaten über WLAN wird derzeit insbesondere wegen zu großer Übertragungslatenzen sowie der Gefahr von Signalunterbrechungen nicht unterstützt. An den gleichen und noch weiteren spezifischen Einschränkungen scheitert momentan die Übertragung von Dante über dLAN bzw. PowerLAN. Ein möglicher Workaround zur drahtlosen digitalen Übertragung von Audioinformationen (jedoch nicht im Dante-Netzwerkformat!) ist das XIRIUM-System der Firma Neutrik.

## Anwendungen
In einem Layer-3-Netzwerk können hochauflösende Audiodatenpakete und sonstige Daten (Internet, Dateiübertragungen) problemlos gleichzeitig übertragen werden. Um die störungsfreie Übertragung der Audiodaten zu garantieren, sind konfigurierbare Gigabit-Netzwerkverteiler einzusetzen, welche die Möglichkeit bieten, Audiodaten gegenüber dem übrigen Netzwerk-Datenverkehr zu priorisieren (Quality of Service, QoS). Ebenso sollten Energiesparfunktionen der Switches (Green Ethernet) abschaltbar sein, um keine Audiodaten auszubremsen (siehe Abbildung rechts). Für Dante-Übertragungen geeignet sind Cat-5e- oder besser Cat-6A-Netzwerkkabel (bei mehr als 16 zu übertragenden Audiokanälen). Nicht administrierbare 100 MBit-Switches sind oft nicht in der Lage, mehr als 16 Audiokanäle ohne hörbare Störungen zu übertragen. Durch Erhöhung der Latenzeinstellungen der Dante-Geräte lässt sich die Übertragungssicherheit bei Verwendung minderwertigerer Kabel und Switches allerdings möglicherweise soweit verbessern, dass für eine geringe Anzahl an Audiokanälen ein Betrieb ohne Signalausfälle möglich ist.

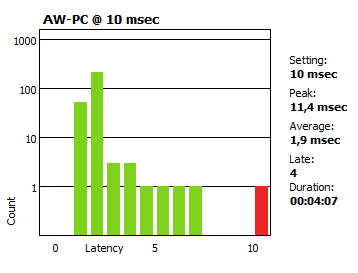
Audio-Paketverluste durch die Verwendung eines nicht administrierbaren, zu langsamen 100 MBit Switches

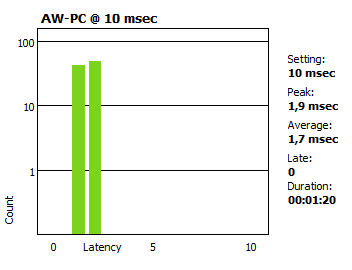
Fehlerfreie Audioübertragung von 32 Kanälen bei Verwendung eines administrierbaren 1 GBit Switches mit abgeschaltetem Green Ethernet und korrekt konfiguriertem QoS.

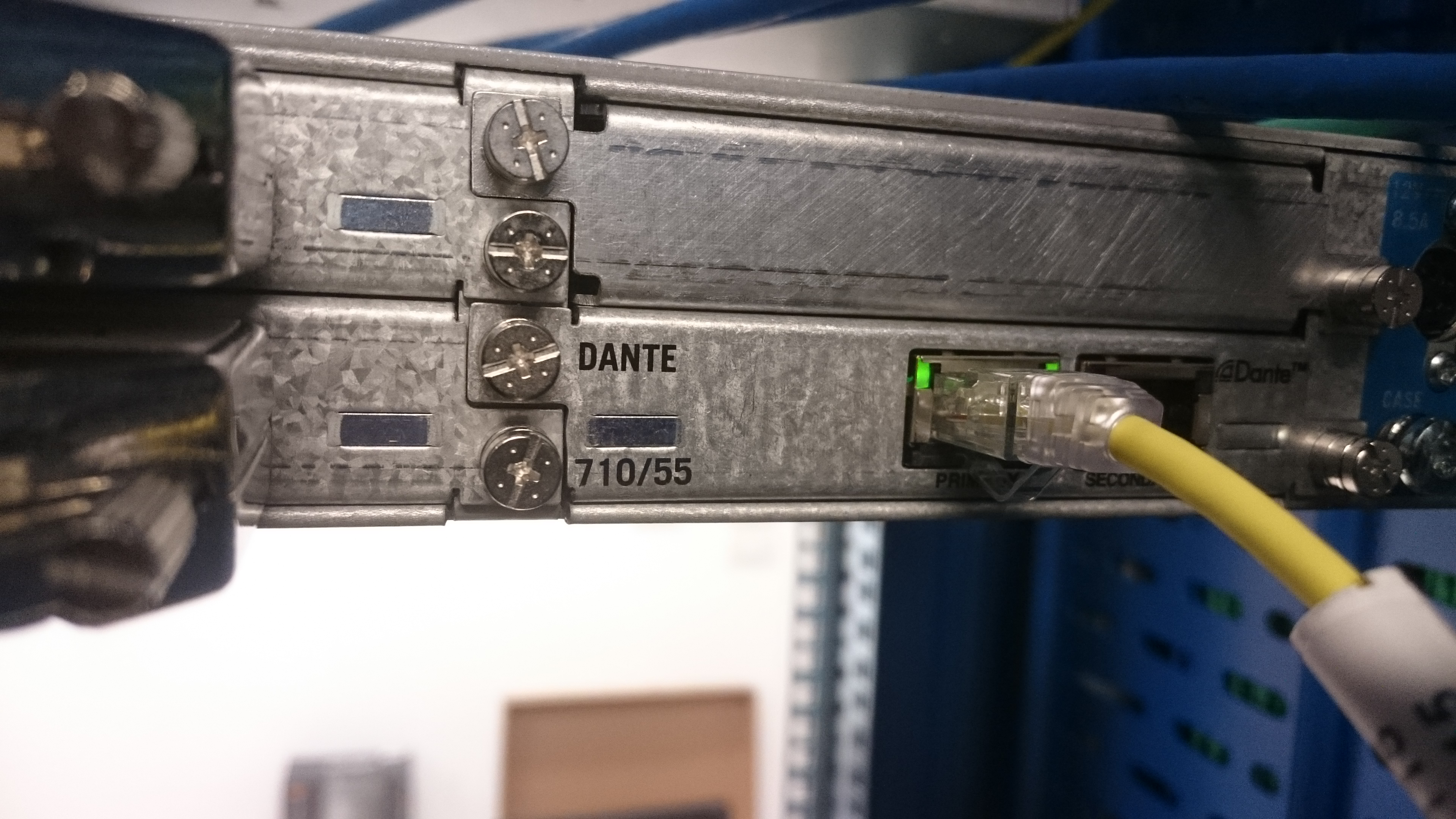
Dante-Erweiterungskarte eines LAWO-Rundfunkmischpultes

Inzwischen sind zahlreiche Mischpulte, Analog-Digital-Wandler, Mehrspur-Recorder, fernbedienbare Vorverstärker, Mikrofone, Bühnen-Monitore sowie PA-Endstufen und PA-Lautsprechersysteme diverser Hersteller mit Dante-Schnittstellen erhältlich. Dante-Geräte verfügen über einen Mechanismus, welcher es ihnen erlaubt, sich automatisch gegenseitig zu erkennen (Auto-Discovery), sobald sie mit anderen Dante-Geräten direkt oder über einen Netzwerkverteiler verbunden werden. Nur wenige Sekunden nach dem Anschließen an das Netzwerk sind alle Audio-Ein- und -Ausgänge des neu angeschlossenen Gerätes allen anderen Geräten bekannt und Audiosignale können beliebig zwischen allen Geräten geroutet werden. Darüber hinaus regelt sich die erforderliche Wordclock-Synchronisation aller im Netzwerk befindlichen Geräte in den meisten Fällen selbständig. Verbindungen zu Geräten, die mit dem Netzwerk verbunden, jedoch aktuell nicht eingeschaltet sind, werden ignoriert, jedoch werden die Verbindungen unmittelbar nach dem Wiedereinschalten automatisch wiederhergestellt.
Verglichen mit anderen digitalen Übertragungsformaten ist die minimal erreichbare Latenzzeit im Verhältnis zur Geräteanzahl im Netzwerk sehr klein (abhängig von der Größe bzw. Komplexität des Netzwerks zw. 0,15 ms und 5 ms). Damit sind Dante-Netzwerke geeignet für Audio-Echtzeit-Anwendungen wie Live-Beschallungen.

## Dante Controller

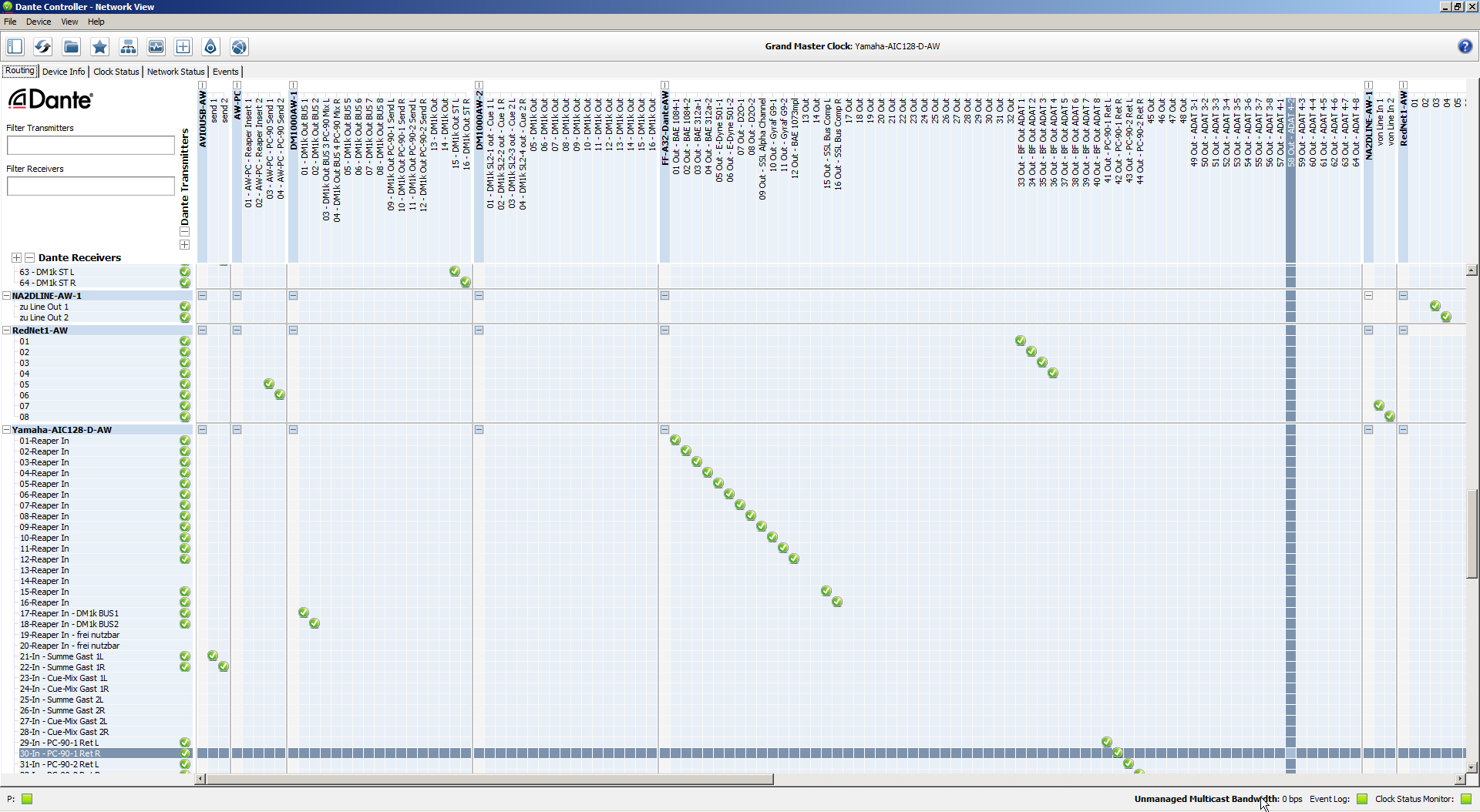
Typisches Audio-Netzwerk-Routing mittels Dante Controller in einer DANTE-basierten Tonstudioumgebung

Das Routing von Audiosignalen zwischen beliebigen im Netzwerk befindlichen Audiogeräten erfolgt ohne spezielle Routing-Hardware. Stattdessen wird von Audinate die kostenlose Routing-Software Dante Controller angeboten. Diese bietet neben dem Routing per einfachem Mausklick auch einige Netzwerk- und Gerätestatus- sowie Diagnosefunktionen. Signale können fast beliebig zu verschiedenen Empfängern gesplittet werden. Dagegen erfordern sämtliche analoge und herkömmliche digitale Audioverbindungen den Einsatz von Hardware, um Signale zwischen mehr als zwei Geräten routen zu können. Dante Controller erstellt mit sehr wenig Aufwand virtuelle Routings in einer Komplexität, die mit anderen Mitteln überhaupt nicht zu realisieren bzw. zu finanzieren sind. Diese Routing-Konfigurationen sind darüber hinaus abspeicher- und wiederaufrufbar. An die Stelle des lange Zeit üblichen physischen Verteilens/Routens der Signale mittels spezieller Splitter-Hardware ist das virtuelle, logische, rein softwarebasierte Routing getreten.

## Dante Virtual Soundcard

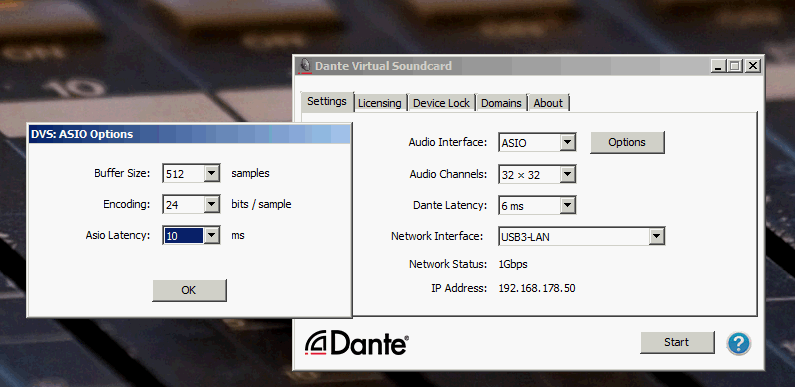
Dante Virtual Soundcard – Einstellungenfenster auf einem Windows-Rechner

Neben Audiogeräten, die werksseitig mit einem Dante-fähigen Audioanschluss ausgestattet sind, können auch die üblicherweise vorhandenen LAN-Schnittstellen von Rechnern mittels eines kostenpflichtigen, plattformübergreifenden Treibers von Audinate (Dante Virtual Soundcard, DVS) Dante-fähig gemacht werden. Sobald der Treiber gestartet wird, fungiert die LAN-Schnittstelle des Rechners fortan als Dante-Audiointerface mit wahlweise bis zu 64 Ein- und Ausgängen. Verbunden mit anderen Dante-Audiogeräten, kann ein Rechner somit als Mehrkanal-Zuspieler oder -Recorder eingesetzt werden. Da die verbaute LAN-Schnittstelle im Regelfall nicht von Hause aus für einen solchen Einsatzzweck konzipiert und optimiert wurde, sind die erreichbaren Latenzen deutlich höher als bei dezidierten Dante-Geräten (DVS: zw. 1 ms und mehr als 20 ms). Im Falle von Anwendungen, bei denen der Rechner keine Echtzeitbearbeitungen am Audio durchführen muss (wie im Falle einer Mehrkanalaufzeichnung), ist diese Einschränkung unerheblich. Die Netzwerkschnittstelle eines Rechners bleibt auch während der Nutzung von DVS weiterhin für Datenübertragungen nutzbar.

## Geräte-Fernsteuerung
Viele Dante-fähige Audiogeräte nutzen ihre Dante-Schnittstelle parallel zur Übertragung der Audiosignale dazu, darüber fernbedient zu werden. So lassen sich die Parameter von Vorverstärkern (Gain, Pad, Phantomspeisung etc.) über die Netzwerkkabelverbindung von einem Steuerrechner aus fernbedienen, was es erlaubt, diese Geräte bei Live-Veranstaltungen als Stageboxen auf der Bühne zu positionieren. Somit entfällt die Notwendigkeit, die analogen Quellsignale von der Bühne zunächst analog über unhandliche Multicores zum FOH-Mischpult zu leiten. Stattdessen findet die Analog-Digital-Wandlung sowie die Einspeisung aller Signale ins Dante-Netzwerk bereits auf der Bühne statt und es reichen dann kostengünstigere und deutlich einfacher handhabbare Netzwerkkabel zur Weiterleitung. Per Netzwerk-Switch können alle Signale bei Bedarf sehr einfach etwa auf ein neben der Bühne platziertes Monitorpult, das FOH-Beschallungspult sowie – zwecks Mehrkanalmitschnitt – auf einen Rechner mit Dante Virtual Soundcard verteilt werden.

## Redundanz
Dante ist so ausgelegt, dass Geräte mit zwei Dante-Anschlüssen (Primary und Secondary Port) zur Vermeidung von Signalausfällen zwei parallele (redundante) Netzwerke speisen können. Dies erfordert doppelte Verkabelung und ggf. die doppelte Anzahl an Netzwerkverteilern. Verglichen mit herkömmlichen Redundanz-Methoden ist der Aufwand wesentlich geringer. Im Falle einer Unterbrechung des einen Audio-Datenstroms schaltet das System automatisch und unterbrechungsfrei auf den funktionierenden Datenstrom des Havarie-Netzwerks um. Der Nutzer kann wahlweise auf die Redundanzfunktion der beiden Dante-Ports verzichten und die Anschlüsse zur einfachen Verkettung von Dante-Geräten nutzen.

## Flows
Während die Anzahl an Geräten in einem Dante-Netzwerk im Prinzip nicht begrenzt ist, ergibt sich dennoch eine Begrenzung, da die von Audinate hergestellten und den Lizenznehmern verkauften Dante-Platinen nur eine begrenzte Anzahl an Flows übertragen können. In einem Flow werden die Datenpakete von jeweils 4 Audiokanälen eines Gerätes vor dem Versenden der Pakete zusammengefasst. Unterschiedliche Geräte verfügen über eine individuell festgelegte Anzahl an Flows (max. 32). Wird versucht, mehr als die maximal mögliche Zahl an Flows eines bestimmten Gerätes per Dante Controller zu routen (zu zu vielen Empfängergeräten gleichzeitig), kann ohne weiteres kein weiterer Kanal mehr von diesem Gerät aus geroutet werden.

## Unicast/Multicast
Audio-Datenpakete können in einem Dante-Netzwerk als Unicast- oder Multicast-Pakete versendet werden. Im Normalfall wird automatisch Unicast verwendet. Im Unicast-Modus sendet das sendende Gerät Audiopakete ausschließlich an Empfänger, die diese Pakete tatsächlich angefordert haben, jedoch muss es mehrfach angeforderte Kanäle (von verschiedenen Empfängern) auch mehrmals senden, was den Netzwerkverkehr erhöht. Im Falle von Multicast sendet das sendende Gerät die Datenpakete der angeforderten Kanäle nur einmalig. In einem entsprechend konfigurierten Netzwerk mit multicastfähigen Switches sorgt diese Infrastruktur dafür, dass der Stream über die kürzeste Route zu den Empfängern kommt, die dieses Signal angefordert haben. Alle anderen Netzwerkteilnehmer erhalten diesen Stream nicht. Damit ist Multicast bei mehreren Empfängern erheblich effizienter, setzt aber eine dafür geeignete Infrastruktur voraus. Bei einem nicht multicastfähigen oder nicht für Multicast konfigurierten Switch wird Multicast meist wie ein Broadcast behandelt, es werden also alle Ports geflutet. In einem solchen Netzwerk bringt Multicast gegenüber Unicast eher Nachteile als Vorteile.

## Dante Via
Dante Via ist ein weiterer virtueller Audiotreiber von Audinate, mit dem es möglich ist, Audio zwischen Rechnern zu routen, ohne dass ein Dante-Gerät vorhanden ist. Ohne Dante Via muss in einem Audiogeräte-Verbund mindestens ein Dante-Gerät vorhanden sein, welches insbesondere die erforderliche Wordclock-Synchronisation aller Geräte sicherstellt. Diese Funktion kann der Dante-Via-Treiber übernehmen. Zudem ist es mit Dante Via möglich, weitere an einen Rechner angeschlossene Audiogeräte bzw. -interfaces in das Dante-Audionetzwerk einzubinden. Somit kann sowohl ein eingebautes Laptop-Mikrofon als auch die Kanäle eines per USB oder Firewire angeschlossenen Audiogerätes in das Dante-Netzwerk eingespeist werden.

## Geschichte
Der australische Entwickler Aidan Williams, der vorher bei Motorola gearbeitet hatte, entwickelte zusammen mit einem Team am NICTA in Sydney drei Jahre lang die Grundlagen von Dante. Das Projekt wurde von der Regierung mit Fördergeldern unterstützt. 2006 gründete er die Firma Audinate und kommerzialisierte das Produkt. Er ist aktuell (2024) der CEO von Audinate. Die Firma ist die erste erfolgreiche Ausgründung eines NICTA-Forschungsprojekts.
Mehr als 300 Firmen aus der Audiobranche haben Dante lizenziert, und inzwischen sind weit über 700 Produkte für die unterschiedlichsten Anwendungsbereiche erhältlich. Die Produkte aller Hersteller sind untereinander kompatibel, so dass Anwender Produkte beliebig miteinander kombinieren können und nicht gezwungen sind, ausschließlich die Produkte eines einzigen Herstellers zu verwenden.